# Veit Heymann
Veit Heymann (auch Vitus Heymann; * 1592 in Bärenstein; † 12. Januar 1651 in Dresden) war ein Dresdner Ratsherr und Bürgermeister.

## Leben
Heymann stammte aus der im Osterzgebirge gelegenen Bergstadt Bernstein (Bärenstein, heute ein Ortsteil von Altenberg). Nach seiner Schulausbildung studierte er und promovierte zum Doktor. Danach kam er nach Dresden und war hier als kurfürstlicher Stallschreiber des Kurfürsten Johann Georg I. tätig. Ab 1636 gehörte er als Ratsherr dem städtischen Rat an und erhielt zeitgleich das Bürgerrecht der Stadt verliehen.
1643 wurde Heymann erstmals regierender Bürgermeister Dresdens und übte dieses Amt im dreijährigen Rhythmus bis zu seinem Tod aus. Zugleich oblag ihm die Verwaltung des nach der Reformation entstandenen Leubnitzer Amtes. Aus seiner Amtszeit sind mehrere Lob- und Festschriften erhalten, u. a. aus Anlass eines Bogen- und Scheibenschießens der Dresdner Bürger. Im Anschluss an dieses Fest im Juli 1545 speiste der sächsische Kurfürst Johann Georg I. zusammen mit Heymann und dessen Ehefrau und ließ sich dessen Wohnung zeigen.
Am 12. Januar 1651 verstarb Veit Heymann  in Dresden und wurde am 19. Januar beerdigt. Anlässlich seines Todes erschien ein Trauergedicht von Augustin Licht sowie ein Nachruf von Johannes Bohemus.

## Familie
Heymann war verheiratet und hatte drei Söhne: Carl Friedrich Heymann, Gottfried Heymann und Christian Heymann. Carl Friedrich Heymann gehörte wie auch sein Vater seit dem 1. Mai 1645 dem Rat an und verstarb im November 1660.